# منتزعة الكبريت الليجالية
منتزعة الكبريت الليجالية (الاسم العلمي: Desulfovibrio legallii) هي نوع من البكتيريا، سلبية الغرام، تتبع جنس منتزعة الكبريت.